# 코끼리조개

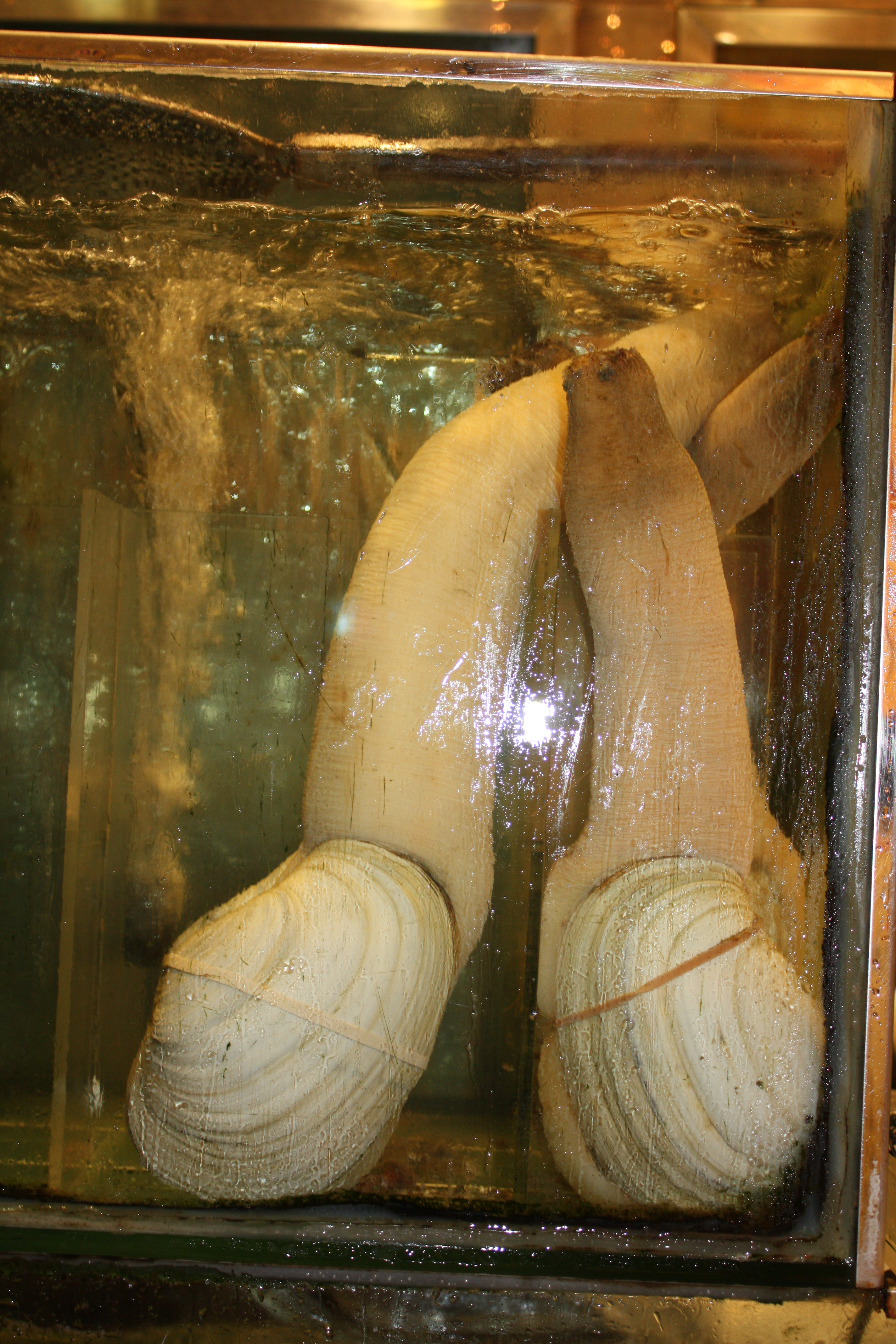
코끼리조개

코끼리조개(Geoduck)는 수관이 큼지막하고 껍질 안으로 몸이 다 들어가지 않는 커다란 조개이다. 학명은 Panopea generosa 이고 이매패강 우럭목(Myoida) 족사부착쇄조개과 (Hiatellidae) 에 속한다.
대한민국에서는 수산자원 보호를 위하여 강원도와 경상북도 지역에 한하여 4월 1일부터 7월 1일까지 코끼리조개 채취를 금지하고 있다.